# Каскелен (река)
Каскеле́н (каз. Қаскелең) — река в Казахстане, протекающая по территории Жамбылского и Карасайского районов Алматинской области.
Река берёт начало с северного склона хребта Заилийский Алатау на высоте 3580 м и впадает в Капчагайское водохранилище на высоте 475 м над уровнем моря.
Длина 177 км, площадь водосбора 3620 км². Ширина у устья около 30 м, глубина до 1,5 м. Средний годовой расход 15,2 м³/с; в окрестностях города Каскелен — 15,8 м³/с.
Русло обрывистое, высота берегов достигает 6—8 м. Питание в основном дождевое.
Вода используется для водоснабжения и орошения Алматы, Каскелена, пригородных хозяйств.

## Основные притоки
В горной части река принимает притоки Емеген, Касымбек, Кожай и др. В равнинной части впадают притоки Чемолган, Аксай, Большая Алматинка, Малая Алматинка.